# Trpimirović

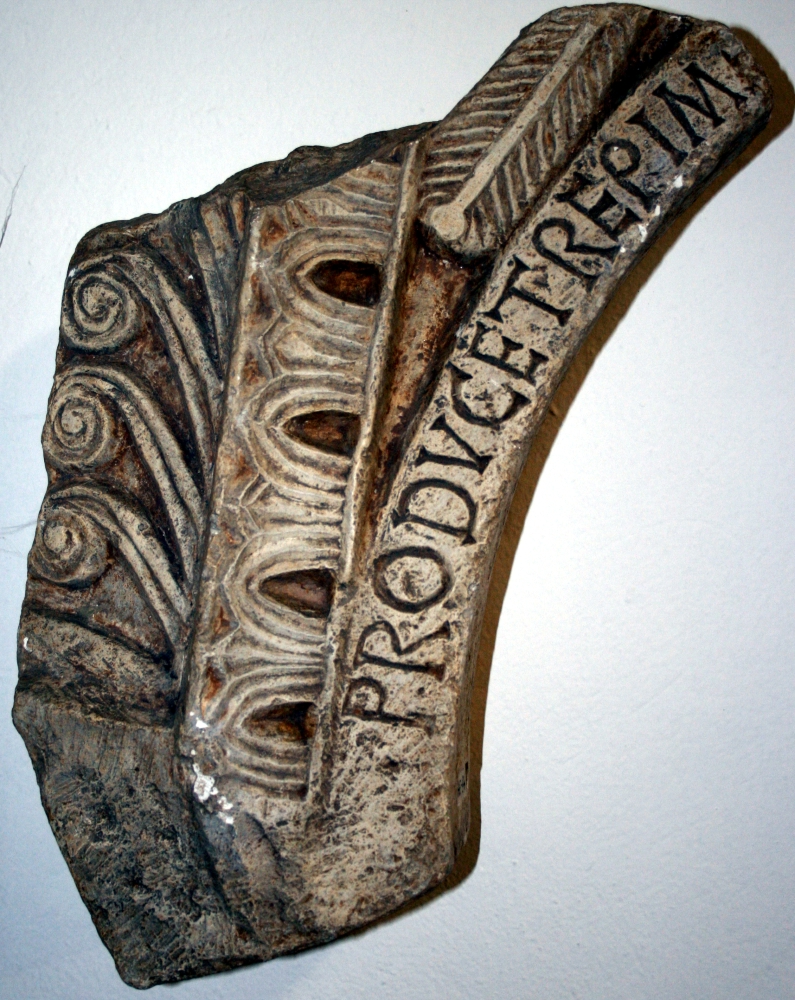
Fragment mit der Inschrift „Fürst Trpimir“ (9. Jahrhundert)

Die Trpimirovići oder Trpimiriden waren eine Herrscherdynastie, von der in der modernen Historiographie angenommen wird, dass sie mit Unterbrechungen von Mitte des 9. bis Ende des 11. Jahrhunderts im mittelalterlichen Kroatien regierte.

## Historischer Überblick
Als Begründer der Dynastie gilt Trpimir I., der in der Mitte des 9. Jahrhunderts als erster Herrscher mit dem Titel Chroatorum dux ("Fürst/Herzog der Kroaten") belegt ist. Eine genealogische Kontinuität ist jedoch nur von Trpimir I. zu seinen Söhnen Zdeslav und Muncimir einerseits und von Trpimir II. und Krešimir I. zu ihren Nachfolgern im 10. und 11. Jahrhundert andererseits nachweisbar. Die angenommene Kontinuität zwischen dem ersten und zweiten Teil der Dynastie beruht lediglich auf dem identischen Vornamen Trpimirs I. und II. Auch ein Teil der strittigen Fragen im Zusammenhang mit der weiteren Genealogie der Trpimirovići ist mangels Quellen nicht eindeutig lösbar, und ebenso sind für viele Herrscher die genauen Regierungsjahre nicht ermittelbar.
Eindeutig nicht zu den Trpimirovići gehört Domagoj (ca. 864 bis 876), der zusammen mit seinen Söhnen von der Historiographie als Dynastie der Domagojevići bezeichnet wird, die Ende des 9. Jahrhunderts mit den Trpimirovići um den Thron rivalisierte.
Die Verwandtschaftsverhältnisse Tomislavs (ca. 910 bis 928) zu seinen Vorgängern und Nachfolgern sind quellenmäßig nicht nachweisbar, es wird jedoch gewöhnlich angenommen, dass er zu den Trpimirovići gehört habe.
Die Herrscher aus der Dynastie der Trpimirovići verwendeten im 9. Jahrhundert die Titel dux, dominus, comes und princeps, lediglich der Benediktiner Gottschalk bezeichnet schon Trpimir I. als rex ("König"). Für Tomislav und Mihajlo Krešimir II. wird der Titel rex verwendet, jedoch ist erst für Stjepan Držislav quellenmäßig nachweisbar, dass er mit einer Krone, die er vom byzantinischen Kaiser Basileios II. erhalten hatte, gekrönt wurde und dass seine Nachfolger den Titel rex Dalmatiae atque Croatiae ("König Dalmatiens und Kroatiens") trugen. Dmitar Zvonimir wurde 1075 vom päpstlichen Gesandten zum König gekrönt und ist im Text der Bašćanska ploča auf Slawisch als kralj hrvatski ("kroatischer König") belegt.
Mit dem Tode von Dmitar Zvonimir († 1089) und Stjepan II. († 1090) starb die Dynastie in männlicher Linie aus, was den ungarischen Árpáden ermöglichte, den kroatischen Thron für sich zu reklamieren.
In der kroatischen Geschichtsschreibung wird die Dynastie auch als Nationaldynastie (narodna dinastija) bezeichnet, in Abgrenzung zu der Zeit von 1102 bis 1918, als Kroatien in Personalunion mit Ungarn stand. Die Erinnerung an diese Dynastie hatte im 19. und 20. Jahrhundert eine wichtige Funktion bei der Schaffung des kroatischen Nationalbewusstseins.

## Herrscher aus der Dynastie der Trpimirovići
1. Trpimir I. (ca. 845 bis 864)[5]
2. Zdeslav (878–879)[6]

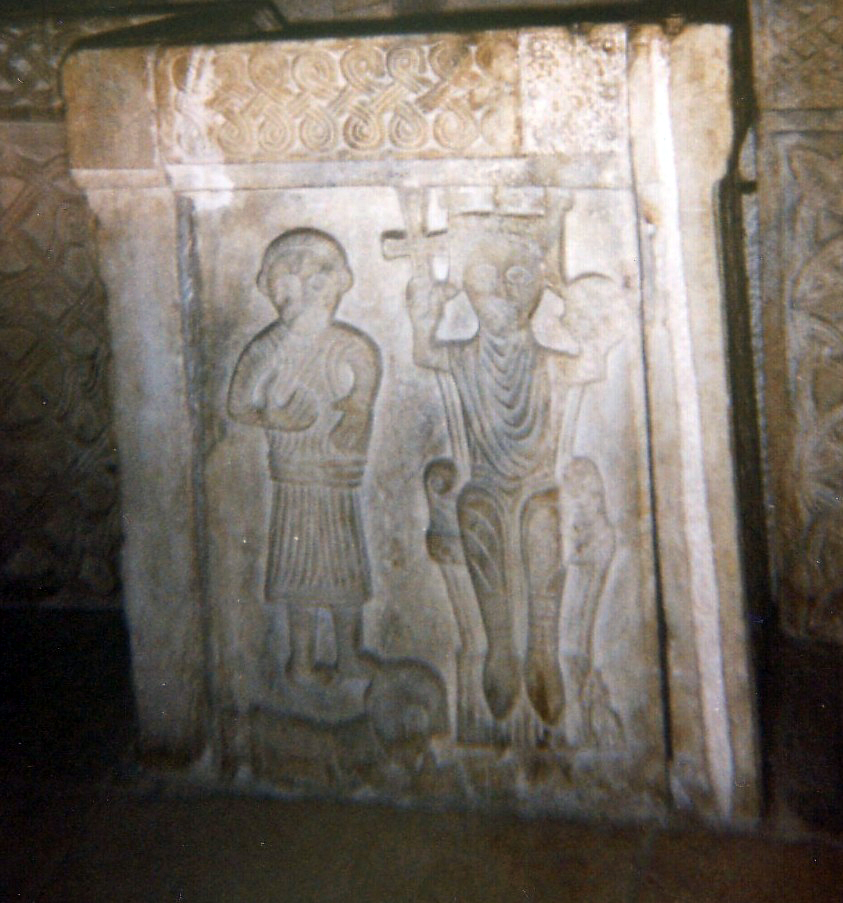
Relief des kroatischen Königs Petar Krešimir IV. (Kathedrale zu Split)

3. Muncimir (zwischen 888/892 bis ca. 910)[7]
4. Tomislav (ca. 910 bis 928)[3]
5. Trpimir II. (nach 925, Vater Krešimirs I.)[8]
6. Krešimir I. (ca. 935 bis 945)[9]
7. Miroslav I. (ca. 945 bis ca. 949)[10]
8. Mihajlo Krešimir II. (ca. 949 bis 969)[11]
9. Stjepan Držislav (969–997)[12]
10. Svetoslav Suronja (997 bis ca. 1000)[13]
11. Krešimir III. (ca. 1000 bis ca. 1030, bis ca. 1020 zusammen mit Gojslav)[14]
12. Gojslav (ca. 1000 bis ca. 1020, zusammen mit Krešimir III.)[15]
13. Stjepan I. (ca. 1030 bis 1058)[16]
14. Petar Krešimir IV. (ca. 1058 bis 1074)[17]
15. Dmitar Zvonimir (1075–1089)[18]
16. Stjepan II. (1089–1090)[4]